# Cierpisz (powiat łańcucki)
Cierpisz – wieś w Polsce położona w województwie podkarpackim, w powiecie łańcuckim, w gminie Łańcut. Leży w północnej części Pogórza Dynowskiego.
W latach 1975–1998 miejscowość należała administracyjnie do województwa rzeszowskiego.
Miejscowość oddalona 8 km na południowy zachód od Łańcuta i 12 km na południowy wschód od Rzeszowa. Najdogodniejszy dojazd zapewniają lokalne drogi z Kraczkowej, Malawy i Woli Rafałowskiej. Zabudowa Cierpisza jest rozlokowana w przeważającej części przy wspomnianych wyżej drogach oraz przy polnych dróżkach przecinających liczne wąwozy i strumyki. Jedną z funkcji miejscowości jest produkcja rolnicza. Użytki rolne stanowią ponad 60%
powierzchni wsi. Gleby stosunkowo dobrej jakości (II, III klasa bonitacyjna), sprzyjają uprawie roślin zbożowych i okopowych.

## Części wsi
| SIMC    | Nazwa          | Rodzaj    |
| ------- | -------------- | --------- |
| 0654730 | Barany         | część wsi |
| 0654747 | Budy           | część wsi |
| 0654753 | Cierpisz Dolny | część wsi |
| 0654760 | Cierpisz Górny | część wsi |

## Historia
Cierpisz pierwotnie był przysiółkiem Kraczkowej i nosił nazwę Wólki Kraczkowskiej. Pierwsza wzmianka o miejscowości pochodzi z roku 1624 i jest zawarta w dokumencie, wystawionym przez ówczesnego właściciela Kraczkowej – Aleksandra Zbigniewa Korniakta. Właścicielami Cierpisza byli każdorazowo sukcesorzy pobliskiej Kraczkowej.

## Edukacja
W Cierpiszu działa Zespół Szkół (przedszkole i szkoła podstawowa). Od 1911 nauczano w domach prywatnych w Cierpiszu Górnym i Dolnym. W 1924 roku ze składek mieszkańców gminy wybudowano dom ludowy, który działał jako szkoła. Uczniów dożywiano; powstało Koło Gospodyń Wiejskich, biblioteka oraz teatr amatorski. W czasie II wojny światowej okupant niemiecki wprowadził zakaz używania podręczników i map oraz lekcji polskiej historii i geografii. Od nowa lekcje po polsku ruszyły w 1944. Początkowo klasy były łączone i odbywały się kursy dla analfabetów. W 1956 utworzono klasę VI i VII. W 1961 wieś została zelektryfikowana i rozpoczęto budowę szkoły (tysiąclatki) wspólnej dla Cierpisza Dolnego i Górnego. Nowy budynek stanął w 1,5 roku. W 1967 roku utworzono klasę VIII. W 1977 roku założono centralne ogrzewanie, bieżącą wodę i kanalizację. W 1991 roku szkoły przechodzą pod zarząd samorządu terytorialnego, wprowadzono naukę religii oraz sześciostopniową skalę ocen. 21 września 2007 szkoła wybrała za patronkę św. Faustynę Kowalską.

## Warto zobaczyć
- Kościół parafialny pw. św. Jana Chrzciciela wzniesiony w 1987 roku, parafia erygowana w 1988 r.
- Kapliczki – przy głównej drodze znajdują się dwie, wymurowane w 1937 roku. Upamiętniają Kongres Eucharystyczny diecezji przemyskiej, który odbył się rok wcześniej. Z kolei na tzw. Zimnej Górze na Działach Wschodnich Stanisław Pusz ufundował w 2000 roku okazałą kapliczkę i drogę krzyżową.
- Punkty widokowe znajdują się przy drodze z Cierpisza do Woli Rafałowskiej oraz na Zimnej Górze. Rozciągają się tu widoki na Dolinę Wisłoka oraz na zabudowę całej okolicy.
- Wzniesienie św. Marii Magdaleny wraz z kościółkiem

## Ścieżka ekologiczno-dydaktyczna "Koralowa"
W Cierpiszu w 2001 roku, z inicjatywy lokalnych liderów ekologii (władz gminy i dyrekcji szkoły), utworzono społecznym wysiłkiem i przy wielkim zaangażowaniu Nadleśnictwa Kańczuga "koralową" ścieżkę edukacyjną. Trasa ścieżki została podzielona na 10 odcinków, przy każdym z nich zamontowano tablice edukacyjne i ławeczkę, na której można przysiąść regenerując siły. Czas przejścia to 2-4 godziny.
Swoją nazwę ścieżka zawdzięcza licznym okazom bzu koralowego. Trasę rozpoczyna pole biwakowe. Na ścieżce można spotkać chroniony gatunek sromotnika bezwstydnego, kłokoczki południowej i skrzypu olbrzymiego. Las ozdabiają ponad 100-letnie sosny i 100-letni okazały drzewostan nasiennego modrzewia. Spod korzeni 150-letniego dębu wypływa krystalicznie czysta, skryta wśród zacisza lasu zimna woda. Na trasie spotkać można również oczka wodne.

## Trasy turystyczne
Przez teren Cierpisza przebiegają 2 trasy rowerowe oraz Szlak turystyczno-historyczny im. płk. Leopolda Lisa–Kuli. Został on wyznaczony w kolorze czerwonym w 2001 r. przez znakarzy z Oddziału PTTK w Rzeszowie, a jego długość wynosi 39 kilometrów.